# Правіздоміні
Правіздоміні (італ. Pravisdomini, вен. Pravisdomini) — муніципалітет в Італії, у регіоні Фріулі-Венеція-Джулія,  провінція Порденоне.
Правіздоміні розташоване на відстані близько 440 км на північ від Рима, 90 км на захід від Трієста, 15 км на південь від Порденоне.
Населення — 3482 особи (2014).
Щорічний фестиваль відбувається 17 січня. Покровителі — святий Антоній Великий.

## Демографія
Населення за роками:

Станом на 1 січня 2023 року в муніципалітеті офіційно проживало 636 іноземців з 30 країн, серед них 259 громадян країн Євросоюзу та 20 громадян України.

## Сусідні муніципалітети
- Анноне-Венето
- Аццано-Дечимо
- Кйонс
- Медуна-ді-Лівенца
- Пазіано-ді-Порденоне
- Прамаджоре